# 林佐瀚
林佐瀚（英語：Lam Chor Hon，1934年—2001年1月28日），香港教育家及節目主持人。曾於1983年至1987年以主持香港無綫電視翡翠台播出的漢字教學資訊節目《每日一字》成名。

## 生平
1934年於香港出生，祖籍廣東廣州市番禺。曾就讀香港華仁書院，畢業後於香港大學攻讀英國文學，獲榮譽學士學位。其後獲英國文化協會獎學金，赴英攻讀圖書館學，取得英國圖書館協會會員資格。返港後，追隨饒宗頤教授治宋詞，獲中國文學碩士銜。當時他亦曾任香港中文大學聯合書院圖書館副館長、香港行政局及香港立法局總主任，以及於香港大學任教。
1983年3月，林佐翰獲香港無綫電視翡翠台台長高層重金邀請，主持之《每日一字》（每集兩分鐘），一做三年半，共有1400多集的節目。據知，林氏每週六日工作中，一日用作錄影節目；其餘五日則搜集資料。由於他主持節目時風趣幽默，加上該節目深入淺出的介紹，節目深受觀眾歡迎，林氏更成為市民心目中的「大眾老師」，至1987年停播後為止。
1987年，林佐翰曾經為香港亞洲電視黃金台台長（即後來為亞洲電視本港台）台長，主持的《話說運河》。
1988年，林氏轉行，成為澳門旅遊娛樂股份有限公司公關部主管至1991年為止。
1991年，林氏再度轉行，成為澳門大學講師兼首席助理教務長至1998年為止。
2001年1月28日，林佐翰因心臟病在香港仔葛量洪醫院辭世，享壽67歲。

## 主持節目
- 1983年至1987年：《每日一字》
- 《話說運河》

## 著作
- 1998年：《每日一字》（博益出版社）
- 1998年：《無悔集》（澳門寫作學會）
- 1999年：《無悔集續篇》（澳門寫作學會）

## 編著
- 2000年：程祥徽、林佐瀚編：《語體與文體——語體與文體學術研討會論文集》（澳門語言學會、澳門寫作學會）

## 外部連結
- 無綫節目全線大搜查：悼念之林佐瀚（31/1/2001）
- 《粵語審音配詞字庫》 （页面存档备份，存于） - 佐音 (zo3)（由陳康健老師於2019年08月12日查閱）。